# NGC 4934
NGC 4934 је лентикуларна галаксија у сазвежђу Береникина коса која се налази на NGC листи објеката дубоког неба.
Деклинација објекта је + 28° 1' 48" а ректасцензија 13h 3m 16,3s. Привидна величина (магнитуда) објекта NGC 4934 износи 14,2 а фотографска магнитуда 15,1. NGC 4934 је још познат и под ознакама UGC 8160, MCG 5-31-115, CGCG 160-120, PGC 45082.